# Csejtei Dezső
Csejtei Dezső (Szeged, 1951. április 19. –) magyar filozófiatörténész, hispanista, műfordító, intézetvezető egyetemi tanár.

## Életpályája
Alapdiplomáját 1969-1974 között a József Attila Tudományegyetem BTK történelem-angol szakán szerezte, másoddiplomáját 1977-ben az Eötvös Loránd Tudományegyetem BTK filozófia szakán. 1976-ban védte meg dr. univ. disszertációját (Az ázsiai termelési mód hegeli forrásai), 1982-ben pedig kandidátusi értekezését (CSc.). Ennek címe: Miguel de Unamuno és José Ortega y Gasset ontológiájának létrétegei és kategoriális rendszere. 1996-ban habilitált a debreceni Kossuth Lajos Tudományegyetemen, 1997-ben kinevezték egyetemi tanárrá, s ugyanebben az évben elnyerte a Széchenyi Professzori Ösztöndíjat. Akadémiai doktori értekezését, melynek címe: Az egzisztencia tükre. A halál metamorfózisai a 19-20. századi élet- és egzisztenciálfilozófiákban, 2003-ban védte meg (MTA DSc.)
1974 óta dolgozik a JATE BTK Filozófia Tanszékén; 1990-2000 között a JATE, BTK, Filozófia Tanszék vezetői funkcióját töltötte be, valamint a JATE, BTK Társadalomelméleti Intézetnek a vezetője volt a következő időszakokban: 1997-2000, 2003-2006. 2009 óta a Szegedi Tudományegyetem BTK Társadalomelméleti Intézetét irányítja intézetvezetőként, 2007 óta pedig a szegedi Málnási Bartók György Filozófia Doktori Iskolának a vezetője. A Magyar Filozófiai Társaság választott elnöke két cikluson keresztül (2002-2004, 2004-2006). Választott tagja az MTA Filozófiai Bizottságának, 2010-től kezdve: MTA választott közgyűlési képviselő.
A magyar mellett spanyol, német és angol nyelven publikál, művei eddig 11 országban jelentek meg (Németország, Ausztria, Spanyolország, USA, Argentína, Mexikó, Románia, Szerbia, Kanada, Csehország) és 19 országban hivatkoztak rájuk (Spanyolország, Ausztria, Németország, USA, Brazília, Peru, Románia, Szerbia, Finnország, Dánia, Oroszország, Kolumbia, Olaszország, Portugália, Horvátország, Szlovénia, Franciaország, Szlovákia, Mexikó). Kutatásainak egyik fő iránya a modern spanyol filozófia (José Ortega y Gasset, Miguel de Unamuno), a másik terület a modern német filozófia (Oswald Spengler, Friedrich Nietzsche, Martin Heidegger). Kiemelt kutatási területei: hermeneutika, történetfilozófia, filozófiai thanatológia.
Több ízben hosszabb kutatói ösztöndíjban részesült Spanyolországban (Salamanca 1992; Granada 1997; 2000). Universidad Complutense de Madrid vendégprofesszora (2015).

## Művei

### Magyarországon megjelent fontosabb könyvei
- José Ortega y Gasset. Kossuth Könyvkiadó, Budapest: 1980. 113 o.
- A spanyol egzisztencializmus története, Gondolat Könyvkiadó, Budapest, 1986., ISBN 963281701X
- Írások északról és délszakról. Válogatott tanulmányok. Veszprémi Humán Tudományokért Alapítvány, Veszprém: 1999. 444 o.
- Történelem – kulcsra készen? (Juhász Anikóval közösen). Veszprémi Humán Tudományokért Alapítvány, Veszprém: 2000. 278 o.
- Filozófiai etűdök a végességre. (Schopenhauer, Kierkegaard és Nietzsche a halálról) Veszprémi Humán Tudományokért Alapítvány, Veszprém: 2001. 343 o.
- A halál hermeneutikája. (A korai Heidegger filozófiai thanatológiája.) Veszprémi Humán Tudományokért Alapítvány, Veszprém: 2001. 144 o.
- Filozófiai metszetek a halálról, Pallas Stúdió – Attraktor Kiadó, Budapest, 2002. 523 o., ISBN 9639207683
- Amerika felfedezése és az új globális rend. I. kötet: Az alteritás és a ius gentium kérdése Vitoria és Sepúlveda munkásságában. Attraktor Kiadó, Máriabesnyő – Gödöllő: 2004. 371 o. (Juhász Anikóval közösen)
- Találkozások és törésvonalak. Írók, költők, filozófusok. Attraktor Kiadó, Gödöllő: 2005. 421 o. (Juhász Anikóval közösen)
- Oswald Spengler élete és filozófiája. Attraktor Kiadó, Máriabesnyő-Gödöllő: 2009. 501 o. (Juhász Anikóval közösen)
- Az utószó jogán. Filozófiatörténeti tanulmányok. Veszprémi Humán Tudományokért Alapítvány, Veszprém: 2012. 298 o.
- Filozófiai elmélkedések a tájról. Attraktor Kiadó, Máriabesnyő: 2012. 383 o. (Juhász Anikóval közösen)
- Dezső Csejtei–Anikó Juhász: Caminos filosóficos; Attraktor, Gödöllő-Máriabesnyő, 2013 (Monumenta Hispanica)
- Filozófia a mindennapokban. Gondolatok emberről, világról, Istenről; Attraktor, Gödöllő-Máriabesnyő, 2016 (Monumenta Hispanica)
- Gómez Dávila-széljegyzetek és kommentek. Egy jobbos a balnak. Századvég Kiadó, CTR-T Creative. Budapest: 2022. 322 o. ISBN 9786156436023
- Korszellem és emberlét. Történetfilozófiai írások. Kommentár Alapítvány, Budapest 2025. p. 185. ISBN 978-615-6532-03-9
- Hagyomány és forradalom. Politikafilozófiai írások. Kommentár Alapítvány, Budapest 2025. p. 190. ISBN 978-615-6532-04-6

### Külföldön megjelent könyvei
- Muerte e inmortalidad en la obra filosófica y literaria de Miguel de Unamuno. Ediciones Universidad Salamanca, Spanyolország: 2004. 117 o.[7]
- Meditaciones filosóficas sobre el paisaje, Salamanca: 2019, ed. Universidad de Salamanca, 292 o. (Juhász Anikóval közösen), ISBN 9788413111322

### Spanyol nyelvű tanulmányai
- El cartesianismo de la vida. (La influencia de Descartes sobre la filosofía madura de Ortega y Gasset. Teorema, (Murcia, Spanyolország, Segunda Época, 1996, Vol I/1, 87-104. o.).
- El "yo" y la "circunstancia": dos agentes centrales en la filosofía de Ortega y Gasset. In: Antonio Jiménez García (editor): Estudios sobre Historia del Pensamiento Espańol. (Actas de las III Jornadas de Hispanismo Filosófico). Santander: 1998. 255-266. o.
- En busca de la identidad perdida: Europa Central en la Teoría de Samuel Huntington. In: Revista de la Sociedad Argentina de Filosofía, Argentína: 1999, Ano IX. No. 10, 203-222. o.
- La filosofía del paisaje en los ensayos de Unamuno. In: Boletín Institución Libre de Enseńanza. Madrid: Mayo, 1999. No. 34-35. pp. 153–179.
- La "Rebelión de las masas" visto a la luz de la poshistoria. In: Gonzalo Capellán de Miguel – Xavier Agenjo Bullón (Eds.): Hacia un nuevo inventario de la ciencia espańola. (Actas de las IV Jornadas de Hispanismo Filosófico). Santander: 2000. 309-321. o., Spanyolország
- Sobre la concepción de la muerte en la filosofía de Nietzsche. (Juhász Anikóval közösen). In: Daimón, Revista de Filosofía, Universidad de Murcia, No. 23. 2001. Mayo-Agosto. 77-94. o.
- La presencia de Ortega y Gasset en la obra de István Bibó, Revista de estudios orteguianos, ISSN 1577-0079, 2001.N. 2. 199-213.
- Sobre el „encuentro” del otro en Vitoria y Laín Entralgo. In: Cuadernos Salmantinos de Filosofía. Universidad Pontificia de Salamanca, XXX. 2003. 655-665. o.
- Sentido y sinsentido de la finitud: Unamuno y Heidegger sobre la muerte. In: Nuevos estudios sobre Historia del Pensamiento espańol. „Actas de las V Jornadas de Hispanismo filosófico.” Fundación Ignacio Larramendi – Asociación de Hispanismo Filosófico, Madrid: 2005. 419-433. o.,
- Sentido y profundidad. (Vinculación entre hermenéutica y fenomenología en las Meditaciones del Quijote de Ortega y Gasset.) (Juhász Anikóval közösen) In: Oscar Wingartz Plata (coord.) Iberia y América Latina. La búsqueda de una propuesta común. UAM – UAQ, México: 2007. Col. Humanidades. 29-42. o.
- La dimensión hermenéutica de las Meditaciones del Quijote. In: J. Lasaga – M. Márquez – J.M. Navarro – J. San Martín (Eds.): Ortega en pasado y en futuro. Medio siglo después. Biblioteca Nueva. Fundación José Ortega y Gasset. Madrid: 2007. 47- 63. o.
- La presencia de Ortega y Gasset en Hungría entre 1928 y 1945. In: Revista de Hispanismo Filosófico. Núm. 13. 2008 szeptember, 53-74. o.
- La influencia de Ortega sobre István Bibó y László Németh. (Megj. Salamancában a „XII. Seminario de Historia de la Filosofía Espańola e Iberoamericana” kötetében)
- Modernidad y paisajismo: Unamuno y Ortega: Sobre la filosofía del paisaje. In: Crisis de la modernidad y filosofías ibéricas, José Luis Mora García, Delia Manzanero, Martín Gonzalez, Xavier Agenjo Bullón (ed.), Asociación de Hispanismo Filosófico, Madrid: 2013. 307-316. o.
- Francisco de Vitoria y la conquista de América: los comienzos del derecho international. Enikő Sepsi, Judit Nagy, Miklós Vassányi, János Kenyeres (eds.) In: Indigeonus Perspectives of North America: A Collection of Studies, Cambridge Scholars Publishing, Newcastle upon Tyne: 2014, 459-469.
- El paisaje de Ignacio Zuloaga en la interpretación de Unamuno y Ortega y Gasset. In: Filosofías del Sur. José Luis Mora, Maria del Carmen Lara, Óscar Barroso, Elena Trapanese, Xavier Agenjo (eds.), Asociación de Hispanismo Filosofíco: Madrid, 2015, 337-350.
- La ausencia de Dios en el „Discurso de Lucky” en Esperando a Godot de Samuel Beckett. (Juhász Anikóval közösen). In: Pensa y Conocer a Dios en el siglo XXI. Ildefenso Murillo (ed.) Universidad Pontifícia de Salamanca, Salamanca: 2016, 717-530.
- Vinculación entre el liberalismoy la teoria de la minoría en José Ortega y Gasset In: Laberintos del liberalismo. Asosiación de Hispanismo Filosófico, Fundation Ignacio Larramendi, Eds. Jorge Novella Suárez, José Luis Mora, García Xavier. Agenjo Bullón, Madrid: 2017, 313-325, ISBN 9788469782767
- El reto intelectual de la conquista de América. Francisco de Vitoria sobre los indios. Los comenzios del derecho international. In: Aspectos de la conquista y evangelización de *América y Filipinas en los siglos XVI y XVII. Ed. Universidad Pontifícia de Salamanca, José Luis Cabellero Bono, Salamanca: 2019, 164-174. ISBN 9788417601195
- Mujer vulgar y mujer ejemplar: modalidades de la existencia femenina en la obra Ortega y Gasset. In: Mujer y filosofía en el mundo iberoamericano. Eds. Roberto Albares, Domingo Hernandez Sánchez, José Luis García Mora, Cristina Hermida del Llano. Editorial: Universidad Salamanca, Asosiación de Hispanismo Filosófico. Salamanca: 2022. pp. 307–327.
- Lo humano bajo el fuego cruzado: sobre el concepto de humanismo en Heidegger y Harari

In: Conocer y pensar la realidad humana, Ediciones Diálogo Filosófico, Publicaciones Claretianas,
Ildefonso Murillo (ed.), Madrid: 2023, pp. 293–299, ISBN 9788409477890

### Angol nyelvű tanulmányai
- The Influence of José Ortega y Gasset's Thought on Hungarian Spiritual Life (1928-1945) In: José Ortega y Gasset. Proceedings of the Espectador Universal International Interdisciplinary Conference. Greenwood Press, New York – Westport – London: 1987. pp. 21– 28.
- The Knight of Faith on Spanish Land. Kierkegaard and Unamuno. In: Letras Peninsulares. Davidson College, USA. Winter 2000-2001. 707-723. o.
- Ortega’s Aesthetics: A Dialogue between Spanish Reality and European Aesthetic Currents. In: SYMPOSIUM: CANADIAN JOURNAL OF CONTINENTAL PHILOSOPHY, 2014, 18 (1) 77-101.
- Spengler’s Concept of Landscape and the Philosophie of Culture (Juhász Anikóval közösen) In: Oswald Spengler in an Age of Globalisation. Hrsg. David Engels, Gerd Morgenthaler, Max Otte. Verlag Thomas Hoof KG. Lüdinghausen: 2021. pp. 117–132. ISBN 9783948075569

### Német nyelvű tanulmányai
- Die ewige Wiederkehr des Gleichen—zu Kleingeld gemacht? (Nietzsche und Spengler über die Geschichte) In: Concordia, Aachen, 1999/1 (36), 3-15. o.
- Die Philosophie der Landschaft in den Essays Miguel de Unamunos. In: Philosophia Hungarica. Profile zeitgenössischer philosophischer Forschung in Ungarn. (Hg. von Wolfram Hogrebe) Verlag Königshausen & Neumann, Würzburg: 2001. 285-294. o.
- Überlegungen zu Karl Jaspers’ Todesverständnis. (Juhász Anikóval közösen) In: Jahrbuch der Österreichischen Karl Jaspers Gesellschaft. Jahrgang 16. (2003). Studienverlag, Graz: 103-138. o.
- Überlegungen zu Nietzsches Todesverständnis. (Juhász Anikóval közösen.) In: Nietzsche-Forschung. Jahrbuch der Nietzsche-Gesellschaft. Band 12. Akademie Verlag, Berlin: 2005. 295-311. o.
- Nietzsches geschichtsphilosophische Perspektive nach dem „Ende der Geschichte”. (Juhász Anikóval közösen) In: Nietzscheforschung. Band 15. Friedrich Nietzsche – Geschichte, Affekte, Medien. Akademie Verlag, Berlin: 2008. 49-58. o.
- Die Wiederholung in der posthegelschen Geschichtsphilosophie. In: Prinzip Wiederholung. Zur Ӓsthetik der System- und Sinnbildung in Literatur, Kunst und Kultur aus interdisziplinärer Sicht. Joachim Jakob, Károly Csúri (hrsg.) Aiesthesis Verlag, Bielefeld: 2015, 149-165.

## Fordításai
Jelentős munkát végzett műfordítóként spanyol és német nyelvű filozófiai szakszövegek és szépirodalmi szövegek (könyvek, tanulmányok) magyarra fordításával:

### Könyvek
- Friedrich Nietzsche: Az Antikrisztus. Fordítás. Ictus Könyvkiadó, Szeged: 1993. 126 o. (2. kiadás: Attraktor Kiadó, Gödöllő: 2005. 142 o.) (3. kiadás: Attraktor Kiadó, Gödöllő: 2007. 142. o.)
- Oswald Spengler: A Nyugat alkonya I. Európa Könyvkiadó, Budapest: 1994. 674 o. Az I. kötet fordítása Juhász Anikóval (2. átdolgozott kiadás: Noran Libro Kiadó: Budapest: 2011. 570.)
- Miguel de Unamuno: Don Quijote és Sancho Panza élete. Európa Könyvkiadó. Budapest: 1998. 404 o. Fordítás (Juhász Anikóval közösen)
- José Ortega y Gasset: Elmélkedés a vadászatról (2000, Európa K.)
- José Ortega y Gasset: Elmélkedések a Don Quijotéról. Nagyvilág Kiadó, Budapest: 2002, 191 o. (Juhász Anikóval és Scholz Lászlóval közösen)
- José Ortega y Gasset: Korunk feladata. Nagyvilág Kiadó, Budapest: 2003, 189 o. (Juhász Anikóval és Scholz Lászlóval közösen)
- Karl Jaspers: A filozófiai hit. Attraktor Kiadó, Máriabesnyő – Gödöllő: 2004. 180 o. Fordítás (Juhász Anikóval közösen)
- José Ortega y Gasset: Regény, színház, zene. Nagyvilág Kiadó, Budapest: 2005, 209 o. (Juhász Anikóval és Scholz Lászlóval közösen)
- José Ortega y Gasset: Elmélkedések Leibnizről. Az alapelv fogalma és a deduktív elmélet fejlődése. Fordítás. Attraktor Kiadó, Gödöllő: 2005. 378 o. (Juhász Anikóval közösen)[8]
- José Ortega y Gasset: Velázquez-tanulmányok, Attraktor Kiadó, Máriabesnyő-Gödöllő: 2006, 141 o. (Juhász Anikóval, Scholz Lászlóval, Kutasy Mercédesszel közösen)
- Wilhelm Dilthey: A filozófia lényege. Fordítás. Attraktor Kiadó, Máriabesnyő – Gödöllő: 2007. 150 o. (Juhász Anikóval közösen)
- José Ortega y Gasset: Elmélkedések Európáról. Fordítás. L’Harmattan kiadó, Budapest: 2007. 122 o. (Juhász Anikóval közösen)
- José Ortega y Gasset: Tájak és emberek. Attraktor Kiadó, Máriabesnyő-Gödöllő: 2008. 184 o. (Juhász Anikóval, Scholz Lászlóval és Rákosi Mariannával közösen)
- A halál filozófiai megszólításai. Sören Kierkegaard, Max Scheler, Georg Simmel, Miguel de Unamuno írásai a halálról. L’Harmattan Kiadó Budapest: 2011. 176 o. (Juhász Anikóval közösen)
- Oswald Spengler: Válságok árnyékában. Filozófiai írások. Noran Libro Kiadó, Budapest: 2013. 369 o.
- Ernst Jünger: Acélzivatarban. Noran Libro kiadó, Budapest, 2014. 376 o. (Juhász Anikóval közösen)
- Karl Jaspers: A bűnösség kérdése; ford. Csejtei Dezső, Juhász Anikó; Noran Libro, Bp., 2015
- Arthur Schopenhauer: A világ mint akarat és képzet. I-II. kötet. Osiris Kiadó, Budapest: 2021. Csejtei Dezső és Juhász Anikó fordítása: I. kötet, 491-636. o. II. kötet, (jegyzetekkel együtt) 1-819. o.
- Juan Donoso Cortés: Esszé a katolicizmusról, a liberalizmusról és a szocializmusról. Századvég Kiadó. Budapest: 2022. 394 o. ISBN 9786156436030

## Előszavak, utószavak
- José Ortega y Gasset: Két történelmi esszé. (Gerinctelen Spanyolország, A történelem mint rendszer) Utószó és jegyzetek. Európa Könyvkiadó, Budapest: 1983. 225-279. o.
- Miguel de Unamuno: A tragikus életérzés. Utószó és jegyzetek. Európa Könyvkiadó. Budapest: 1989. 313-379. o.
- Friedrich Nietzsche: Az Antikrisztus. Utószó és jegyzetek. Ictus Könyvkiadó, Szeged: 1993. 110-126 o. (2. kiadás: Attraktor Kiadó, Gödöllő: 2005. 123-140 o.) (3. kiadás: Attraktor Kiadó, Gödöllő: 2007. 123-140 o.)
- Oswald Spengler: A Nyugat alkonya I. Európa Könyvkiadó, Budapest: 1994. Utószó: II. kötet: 729-767. o. (2. kiadás: Európa Könyvkiadó: Budapest: 1995.)
- Miguel de Unamuno: Don Quijote és Sancho Panza élete. Európa Könyvkiadó. Budapest: 1998. 373-404 o. Utószó.
- Karl Jaspers: A filozófiai hit. Attraktor Kiadó, Máriabesnyő – Gödöllő: 2004. 141-178 o. Utószó (Juhász Anikóval közösen)
- José Ortega y Gasset: Elmélkedések Leibnizről. Az alapelv fogalma és a deduktív elmélet fejlődése. Utószó. Attraktor Kiadó, Gödöllő: 2005. 337-371 o. (Juhász Anikóval közösen)
- Wilhelm Dilthey: A filozófia lényege. Utószó. Attraktor Kiadó, Máriabesnyő – Gödöllő: 2007. 113-146 o. (Juhász Anikóval közösen)
- José Ortega y Gasset: Elmélkedések Európáról. Utószó. L’Harmattan kiadó, Budapest: 2007. 99-122 o. (Juhász Anikóval közösen)
- Friedrich Nietzsche: Művelődési intézményeink jövőjéről. Attraktor Kiadó, Máriabesnyő-Gödöllő: 2011. Utószó. 81-110. o.
- A halál filozófiai megszólításai. Sören Kierkegaard, Max Scheler, Georg Simmel, Miguel de Unamuno írásai a halálról. L’Harmattan Kiadó Budapest: 2011. Utószó 145-176. o. (Juhász Anikóval közösen)
- Alkonyidő – végóra. A nyugati kultúrkör civilizációs válságáról. In: Oswald Spengler: Válságok árnyékában. Noran Libro Kiadó: Budapest: 2013. 327-369. o. (Juhász Anikóval közösen)
- A következetesen végiggondolt emberlét – Arthur Schopenhauer fő műve. Utószó: Csejtei Dezső – Juhász Anikó. Arthur Schopenhauer: A világ mint akarat és képzet. II. kötet. Osiris Kiadó, Budapest, 2021. 821-1008.o.
- Juan Donoso Cortés – a katolicizmus magasra csapó lángnyelve Spanyolországból. In: Juan Donoso Cortés. Esszé a katolicizmusról, a liberalizmusról és a szocializmusról. Szerk. Bobály Ilona. Századvég Kiadó. Budapest: 2022. pp. 9–76. o. ISBN 9786156436030

## Szerkesztői tevékenysége
- Existentia – Meletai Sophias című, többnyelvű nemzetközi folyóirat (1990, alapító főszerkesztő)
- Magyar Filozófiai Szemle (szerkesztőbizottsági tag)
- Kellék című folyóirat (Kolozsvár, szerkesztőbizottsági tag)
- Hispanismo Filosófico (Madrid, szerkesztőbizottsági tag)
- Gedankensplitter zu Nietzsche. Librarius Verlag, Status Verlag, Szeklerburg—Szeged: 2007. 173 o.
- Századvég (szerkesztőbizottsági tag 2015-től)
- The Oswald Spengler Online Journal (Limbourg, szerk. 2018-tól)
- Oswald Spenglers Geschichtsmorphologie heute. Journal of the Oswald Spengler Society. 2018-2019/1. Manuscriptum Verlag, Lüdinghausen: 2020 (eds. David Engels, Otte Max, Dezső Csejtei, Gerd Morgenthaler) 294 o. ISBN 9783948075170

Ezenkívül szerkesztője több jelentős magyar filozófiai könyvsorozatnak:
- Ész-élet-egzisztencia I. (Egyetem, nevelés, értelmiségi lét); Szeged: 1990. 491 o.
- Ész-élet-egzisztencia II-III. (A ráció és határai); Szeged, 1992. 431 o.
- Ész-élet-egzisztencia IV. (Történetfilozófia I.) Szeged, 1994. 350 o.[9]
- Ortega válogatott művei (5 kötet a Nagyvilág Kiadó és az Attraktor Kiadó gondozásában)
- Monumenta Hispanica sorozat az Attraktor Kiadó gondozásában (2004-től 6 kötet)

## Díjai, elismerései
- Spanyol Polgári Érdemrend Középkeresztje, 2009, adományozó: a spanyol király, Juan Carlos Borbón y Borbón (A spanyol filozófia és kultúra terén végzett munkásságáért)
- Széchenyi Professzori Ösztöndíj (OM), 1997-2000
- SZTE, Az Év Bölcsészet- és Társadalomtudományi Publikációja Díj (2019)